# Schijngestalte

De schijngestalten van de maan; niet alleen de wisseling van licht en donker maar ook de libratie en de schijnbare verandering van grootte als gevolg van de periodiek wisselende afstand, zijn te zien

Een schijngestalte, fase, stand, tijd of leeftijd is de verlichte gedaante van de Maan en ook van de planeten Mercurius, Venus en Mars. Doordat de hoek waaronder ze door de zon beschenen worden verandert ten opzichte van de hoek waarmee ze vanaf de aarde bekeken worden, zijn ze vanaf de aarde gezien soms deels verlicht en deels donker, soms helemaal verlicht en soms, met uitzondering van Mars, helemaal donker. De schijngestalte wordt begrensd door een halve cirkel en een halve ellips (of een rechte lijn).
De schijngestalten van de Maan zijn direct waarneembaar en dan ook vanouds bekend. Voor de schijngestalten van de planeten is een telescoop nodig en deze schijngestalten zijn dan ook pas door Galileo Galilei in het begin van de 17e eeuw waargenomen.
De echte gestalte van een hemellichaam is onveranderlijk maar de schijngestalte verandert gedurende de omloop om de Aarde (Maan) of om de zon (Mercurius, Venus en Mars). Afhankelijk van de hoek waaronder het lichaam door de zon wordt beschenen, verplaatst de terminator, de scheiding van licht en donker, zich over het oppervlak van de maan of planeet, waardoor deze afwisselend te zien is als een sikkelvormig of rond lichaam.
Bij de Maan, Venus en Mercurius springt dit het meest in het oog. Bij Mars is het effect al een stuk kleiner en is vanaf de Aarde gezien altijd minimaal ongeveer driekwart verlicht. Bij de buitenplaneten is het verschijnsel vanaf de Aarde nauwelijks te zien.

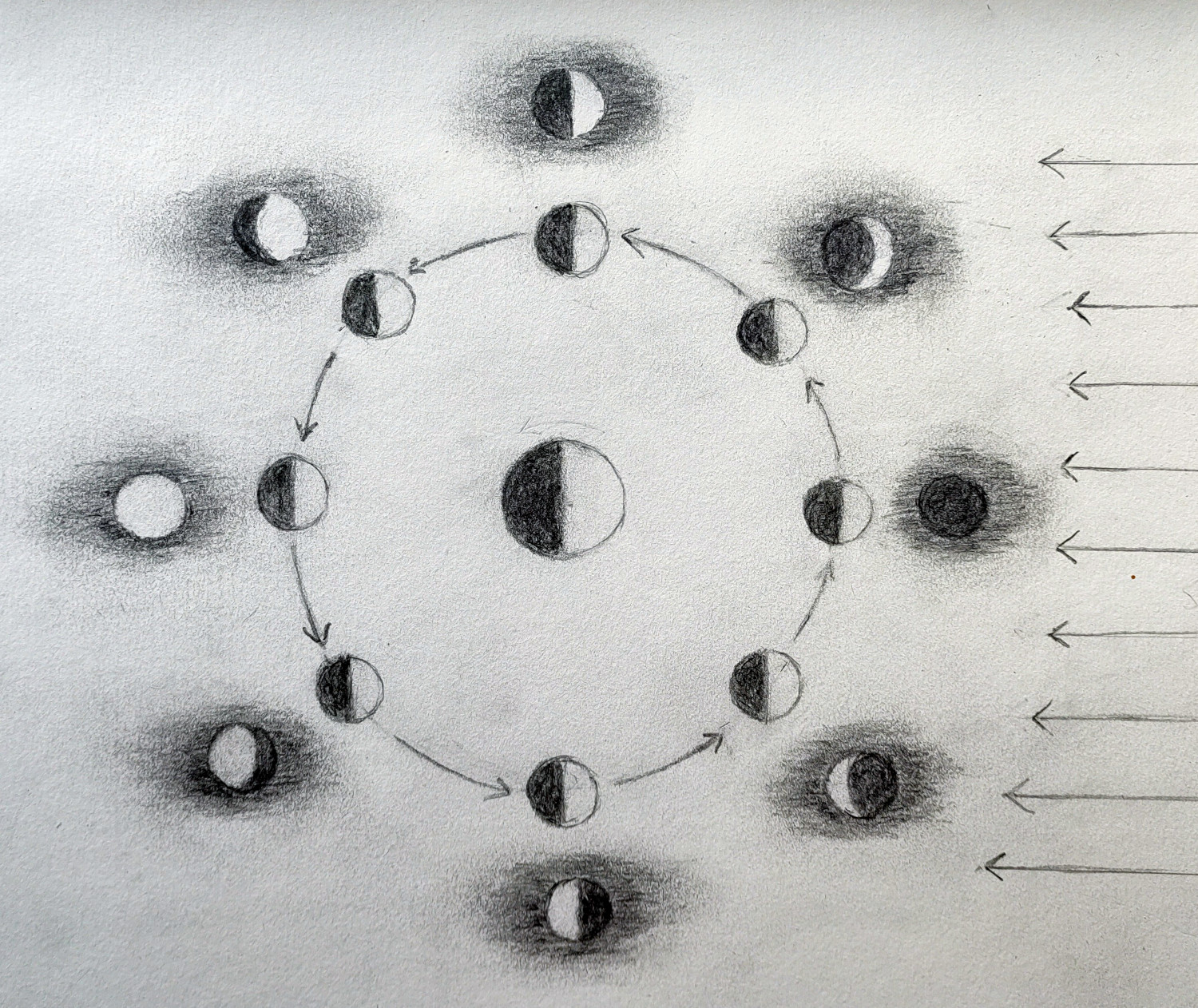
Schets van de schijngestalten van de maan met in het midden de aarde met daaromheen de baan van de maan gezien 'vanaf de poolster' (niet op schaal). Daaromheen de maan zoals deze gezien wordt vanaf het noordelijk halfrond van de aarde op de verschillende aangegeven momenten.

## Maanstanden
Enkele schijngestalten van de Maan hebben een naam, de maanstanden, -fases, -tijd of -leeftijd. Op het noordelijk halfrond zijn dit:

Nieuwe maan - vaak afgekort: NM
Wassende, sikkelvormige maan of jonge maansikkel
Eerste kwartier - afgekort: EK
Wassende maan
Volle maan - afgekort: VM
Krimpende of afnemende maan
Laatste kwartier
Krimpende, sikkelvormige maan of asgrauwe maan
Nieuwe maan

Op het zuidelijk halfrond is dit anders, doordat de maan daar andersom wordt waargenomen, dus met de noordpool aan de onderkant. Het hieronder beschreven ezelsbruggetje werkt daar niet.
In tropische gebieden neemt de maan een eerder horizontale schijngestalte aan, een bootje of parapluutje. 's Avonds een bootje in het eerste kwartier, 's morgens een bootje in het laatste kwartier. Een parapluutje is alleen zichtbaar als de zon boven de horizon staat en daardoor minder duidelijk. Het ezelsbruggetje kan gebruikt worden als men op de rug gaat liggen met het hoofd naar het noorden.

## Ezelsbruggetje
Kan men van de halve maan, door er een lijn bij te denken, de letter p vormen, dan staat de maan in het eerste kwartier. De p van premier.
Kan men de kleine letter d vormen (niet de hoofdletter D), dan staat de maan in het laatste kwartier. De d van dernier.

## Wassende en afnemende maan
- De periode tussen nieuwe maan en volle maan is wassende maan.
- Die tussen volle maan en nieuwe maan is afnemende of krimpende maan.